# Рікардо Гарднер
Рікардо Гарднер (англ. Ricardo Gardner; нар. 25 вересня 1978, Сент-Ендрю) — ямайський футболіст, що грав на позиції захисника.
Виступав, зокрема, за клуб «Болтон Вондерерз», а також національну збірну Ямайки.

## Клубна кар'єра
У дорослому футболі дебютував 1994 року виступами за команду клубу «Гарбор В'ю», в якій провів чотири сезони, взявши участь лише у 10 матчах чемпіонату. 
Своєю грою привернув увагу представників тренерського штабу англійського «Болтон Вондерерз», до складу якого приєднався 1998 року за 1 мільйон фунтів. Відіграв за клуб з Болтона наступні чотирнадцять сезонів своєї ігрової кар'єри з невеликою перервою на оренду в «Престон Норт-Енд» у 2011 році. Більшість часу, проведеного у складі «Болтона», був основним гравцем захисту команди аж до припинення виступів на професійному рівні у 2012.

## Виступи за збірну
1997 року дебютував в офіційних матчах у складі національної збірної Ямайки. Протягом кар'єри у національній команді, яка тривала 16 років, провів у формі головної команди країни 109 матчів, забивши 9 голів.
Брав участь в чемпіонаті світу 1998 року у Франції, відігравши в усіх трьох іграх своєї команди на турнірі (поразки від Хорватії та Аргентини, а також перемога над Японією).
У складі збірної також був учасником чотирьох розіграшів Золотого кубка КОНКАКАФ: у 1998, 2000, 2003 і 2009 роках.

## Титули і досягнення
- Переможець Карибського кубка: 1998